# Personenbeförderungsgesetz (Schweiz)
Das Bundesgesetz über die Personenbeförderung (kurz Personenbeförderungsgesetz, PBG) regelt die regelmässige und gewerbsmässige Personenbeförderung in der Schweiz auf Schiene, Strasse, dem Wasser und mit Seilbahnen in allen wesentlichen Aspekten:
- Konzession oder Bewilligung (Personenbeförderungsregal)
- Grundpflichten (Transportpflicht, Fahrplanpflicht, Betriebspflicht, Tarifpflicht)
- Transportvertrag
- Transport von Reisegepäck
- Finanzierung (bestelltes Verkehrsangebot)
- Rechnungslegung
- Haftung
- Aufsicht, Strafbestimmungen

Das Personenbeförderungsgesetz wurde am 20. März 2009 verabschiedet und trat am 1. Januar 2010 in Kraft. Es löste ein älteres Gesetz gleichen Namens ab, weiter das Transportgesetz und hinsichtlich der Finanzierungsfragen des öffentlichen Verkehrs das Eisenbahngesetz.

## Grundpflichten
Da die Konzession ein ausschliessliches Recht darstellt, sind mit ihr auch Grundpflichten verbunden. Diese sollen einen dauernden und verlässlichen öffentlichen Dienst sicherstellen, namentlich muss das Unternehmen:
- (Fahrplanpflicht) einen Fahrplan aufstellen und diesen publizieren, der Fahrplan muss überdies in einer öffentlichen Fahrplanpublikation (derzeit: Kursbuch) enthalten sein und die Fahrplandaten müssen einer nationalen Sammelstelle geliefert werden;
- (Betriebspflicht) die solchermassen publizierten Fahrten auch tatsächlich und lückenlos durchführen, soweit es nicht durch höhere Gewalt daran gehindert wird;
- (Tarifpflicht) einen Tarif aufstellen und publizieren und diesen gegenüber jedermann in derselben Situation gleich anwenden (Verbot von Sonderkonditionen);
- (Transportpflicht) jeden Fahrgast, der die Beförderungsbestimmungen einhält, tatsächlich zu befördern, soweit dies mit den verfügbaren Betriebsmitteln möglich ist und nicht durch höhere Gewalt verhindert wird.

## Strukturierung des Gesetzestextes
| Fassung 2009                                                             | Fassung 2021 |
| ------------------------------------------------------------------------ | --- |
| 01. Allgemeine Bestimmungen Art. 1–3                                     | 01. Allgemeine Bestimmungen Art. 1–3 |
| 02. Personenbeförderungsregal Art. 4–11                                  | 02. Personenbeförderungsregal Art. 4–11 |
| 03. Grundpflichten der Unternehmen Art. 12–18                            | 03. Grundpflichten der Unternehmen Art. 12–18, 15a |
| —                                                                        | 03a. Nutzung der Anlagen und Fahrzeuge Art. 18a–18b |
| 04. Personentransportvertrag Art. 19–23                                  | 04. Personentransportvertrag Art. 19–23, 20a, 21a–21d, 23a |
| 05. Transport von Reisegepäck Art. 24–27                                 | 05. Transport von Reisegepäck Art. 24–27 |
| 06. Bestelltes Verkehrsangebot Art. 28–34                                | 06. Bestelltes Verkehrsangebot: Allgemeine Bestimmungen Art. 28–31, 28a–28b, 30a, 31a–31c 06a. Bestelltes Verkehrsangebot: Ausschreibungsverfahren Art. 32, 32a–32l 06b. Bestelltes Verkehrsangebot: Besondere Bestimmungen für nicht ausgeschriebene Angebote Art. 33–34, 33a |
| 07. Rechnungswesen Art. 35–39                                            | 07. Rechnungswesen Art. 35–39 |
| 08. Besondere Leistungen für öffentliche Verwaltungen Art. 40–41         | 08. Besondere Leistungen für öffentliche Verwaltungen Art. 40–41 |
| 09. Vertragliche Haftung Art. 42–50                                      | 09. Vertragliche Haftung Art. 42–50, 44a |
| 10. Ausservertragliche Haftung Art. 51                                   | 10. Ausservertragliche Haftung Art. 51 |
| 11. Aufsicht Art. 52–55                                                  | 11. Aufsicht Art. 52–55, 52a |
| 12. Rechtspflege, Strafbestimmungen und Verwaltungsmassnahmen Art. 56–62 | 12. Rechtspflege, Strafbestimmungen und Verwaltungsmassnahmen Art. 56–62 |
| 13. Schlussbestimmungen Art. 63–65                                       | 13. Schlussbestimmungen Art. 63–67 |